# Georges François Reuter
Georges François Reuter (París, 30 de noviembre de 1805 - Ginebra, 23 de mayo de 1872) fue un naturalista francés.

## Biografía
Inicialmente es aprendiz de grabador, y en 1835 cambia de vocación y se dedica a la botánica.
A comienzos de 1835 es curador del herbario de Augustin Pyramus de Candolle, y de 1841 a 1849, lo es de Pierre Edmond Boissier.
Hace sus estudios en la escuela central de las artes y manufacturas de París de 1840 a 1842. A partir de 1847, es profesor emérito en la Escuela normal, luego a partir de 1848, profesor de Química en el Atheneum de Luxemburgo. Dirige el jardín botánico de Ginebra a partir de 1849.
Henri Margot (1807-1894) y Reuter publican en 1838, una Prueba de una Flora de la isla de Zante. Es el conservador del herbario de Pierre Edmond Boissier (1810-1885).

## Obra
- Catalogue des plantes vasculaires qui croissent naturellement aux environs de Genéve, 1861[5]

- Quelques notes sur la végétation de l'Algérie, 1852

- Con Boissier. Pugillus Plantarum Novarum Africae Borealis Hispaniaeque Australis Ginebra, 1852

- Essai sur la végétation de la Nouvelle Castille, 1843

- Con Boissier. "Diagnoses plantarum novarum hispanicarum praesertim in Castella nova lectarum" 1842

## Honores

### Epónimos
Género
- (Apiaceae) Reutera Boiss.[6]

Especies (58 + 30 + 6 registros)
- (Asteraceae) Petasites reuterianus Jord. ex Nyman[7]

- (Boraginaceae) Paracaryum reuteri Boiss. & Hausskn. ex Boiss.[8]

- (Caryophyllaceae) Atocion reuterianum (Boiss. & C.I.Blanche) Frajman[9]

- (Ranunculaceae) Aquilegia reuteriana Rchb.f. ex Nyman[10]

- (Scrophulariaceae) Phelypaea reuteri Boiss. & A.Huet ex Tchich.[11]